# Lara Gómez
Lara Gómez (* 15. Juli 1997) ist eine spanische Sprinterin.

## Sportliche Laufbahn
Erstmals bei einer internationalen Meisterschaft trat Lara Gómez bei den U20-Weltmeisterschaften 2016 in Bydgoszcz, bei denen sie im 100-Meter-Lauf bis in das Halbfinale gelangte und dort mit 11,74 s ausschied, während sie über 200 Meter mit 24,23 s in der ersten Runde scheiterte. Zudem belegte sie mit der spanischen 4-mal-100-Meter-Staffel in 44,99 s den sechsten Platz. Im Jahr darauf nahm sie mit der Staffel an den U23-Europameisterschaften ebendort teil und siegte dort in 43,96 s überraschend vor den Teams aus Frankreich und der Schweiz. 2019 belegte sie bei den U23-Europameisterschaften in Gävle dann in 44,56 s den sechsten Platz mit der Staffel.
2018 wurde Gómez spanische Meisterin in der 4-mal-100-Meter-Staffel.

## Persönliche Bestzeiten
- 100 Meter: 11,74 s (−0,4 m/s), 20. Juli 2016 in Bydgoszcz
  - 60 Meter (Halle): 7,53 s, 9. Februar 2019 in Salamanca
- 200 Meter: 23,77 s (+1,1 m/s), 7. August 2019 in Santander
  - 200 Meter (Halle): 24,60 s, 28. Januar 2017 in Madrid